# Іваньше
Іваньше (словен. Ivanjše) — поселення в общині Костанєвиця-на-Кркі, Споднєпосавський регіон, Словенія. Висота над рівнем моря: 227 м.